# Les Bons Villers
Les Bons Villerslà một đô thị ở tỉnh Hainaut. Tại thời điểm ngày 1 tháng 1 năm 2006, đô thị này có dân số 8.860 người. Tổng diện tích là 42,55 km², với mật độ dân số 208 người trên mỗi km².